# شوفة (قرية)
شوفة هي قرية تقع جنوب شرق مدينة طولكرم على بعد 8 كم منها يحد شوفه من الشرق قرى بيت ليد وسفارين ومن الشمال عنبتا وكفر اللبد وبلعا ومن الغرب طولكرم وفرعون ومن الجنوب كفر صور والراس. تقع على جبل مرتفع مقارنة بالقرى المجاورة لها ويبلغ ارتفاعها حوالي 360 متر عن سطح البحر وتفصلها مسافة 20كم عن البحر الأبيض المتوسط. كما تعرضت لتجريف وتدمير أكثر من 200 دونمًا من الأراضي الزراعية بواسطة الجرافات الإسرائيلية من أجل إقامة محطة تقوية لشركة الكهرباء الإسرائيلية.
وفقًا للجهاز المركزي للإحصاء الفلسطيني، بلغ عدد سكانها حوالي 1253 نسمة في منتصف عام 2006 و1350 نسمة بحلول عام 2017. 5.4% من سكانها كانوا لاجئين عام 1997. تقع مرافق الرعاية الصحية في شوفة في كفر اللبد أو السفارين، حيث تم تصنيف المرافق على أنها من المستوى الثاني وفقًا لوزارة الصحة.

## تاريخها

### العصر العثماني
تم ضم شوفة إلى الإمبراطورية العثمانية عام 1517 في سجلات الضرائب لعام 1596. هي جزء من سنجق نابلس الأكبر، وكان عدد سكانها 8 عائلات، جميعهم مسلمون. كان السكان يدفعون ضريبة ثابتة قدرها 33.3% على المنتجات الزراعية، بما في ذلك القمح والشعير والمحاصيل الصيفية وأشجار الزيتون والماعز وخلايا النحل، بالإضافة إلى الإيرادات العرضية ومعصرة زيت الزيتون أو شراب العنب، وضريبة ثابتة على سكان منطقة نابلس، بإجمالي 3202 قرشًا.في عام 1838، سُجلت كقرية في قضاء وادي الشعير غربي نابلس.
في ستينيات القرن التاسع عشر، منحت السلطات العثمانية القرية قطعة أرض زراعية تسمى غابة شوفة غرب القرية. كما عُثر فيها على قطع سيراميك من العصر البيزنطي. في عام 1870 لاحظ فيكتور جورين وجود قرية على قمة تل، واعتبرها بنفس أهمية سفارين.
في عام 1882، وصف مسح فلسطين الغربية الذي أجرته مؤسسة أبحاث فلسطين القرية بأنها: "قرية حجرية صغيرة، في موقع قوي على سلسلة من التلال، ذات منحدرات شديدة الانحدار شمالاً وجنوباً. تتغذى من بئر في القرية، ويوجد أسفلها عدد قليل من أشجار الزيتون. يمكن الحصول على منظر جيد منها على السهل، والبلاد شمالاً وجنوباً، وكذلك إلى سلسلة الجبال شمال سبسطية."

### عصر الانتداب البريطاني
في تعداد فلسطين الذي أجرته سلطات الانتداب البريطاني عام 1922، بلغ عدد سكان شوفة 207 مسلمًا، وارتفع في تعداد عام 1931 إلى 259 مسلمًا يعيشون في 47 منزلًا.
في إحصاءات عام 1945 بلغ عدد سكان شوفة 370 مسلمًا،  ومساحتها 11690 دونمًا وفقًا لمسح رسمي للأراضي والسكان. من هذه المساحة، تم استخدام 4,315 دونمًا للحبوب، بينما كانت 6 دونمات من الأراضي للبناء. 

### العصر الأردني
في أعقاب الحرب العربية الإسرائيلية عام 1948، وبعد اتفاقيات الهدنة عام 1949، أصبحت شوفة تحت الحكم الأردني.

### بعد عام 1967
بعد حرب الأيام الستة عام 1967، أصبحت قرية شوفة تحت الاحتلال الإسرائيلي.

## سبب التسمية

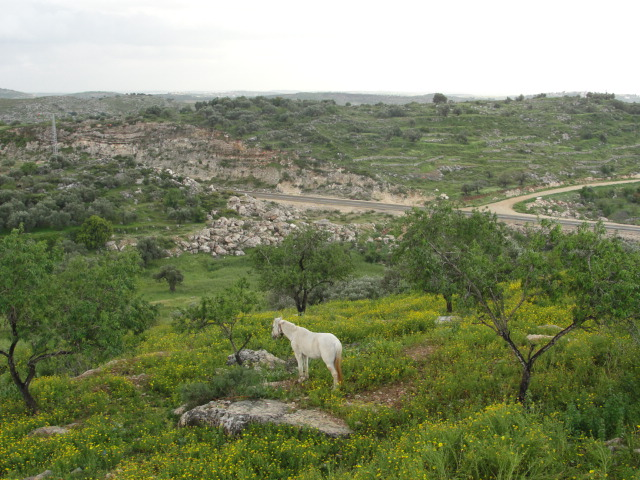
الاراضي الجنوبية من القرية

يقال أن سبب التسمية هو أنك تستطيع أن ترى الكثير من القرى والمدن في فلسطين من على قمة الجبل الذي تجثم عليه القرية حيث بإمكانك رؤية مدن طولكرم ونابلس وقلقيلية وحيفا وعكا والخضيرة وتل الربيع والكثير من المدن والقرى الأخرى لذلك سميت بهذا الاسم.

## عمل السكان

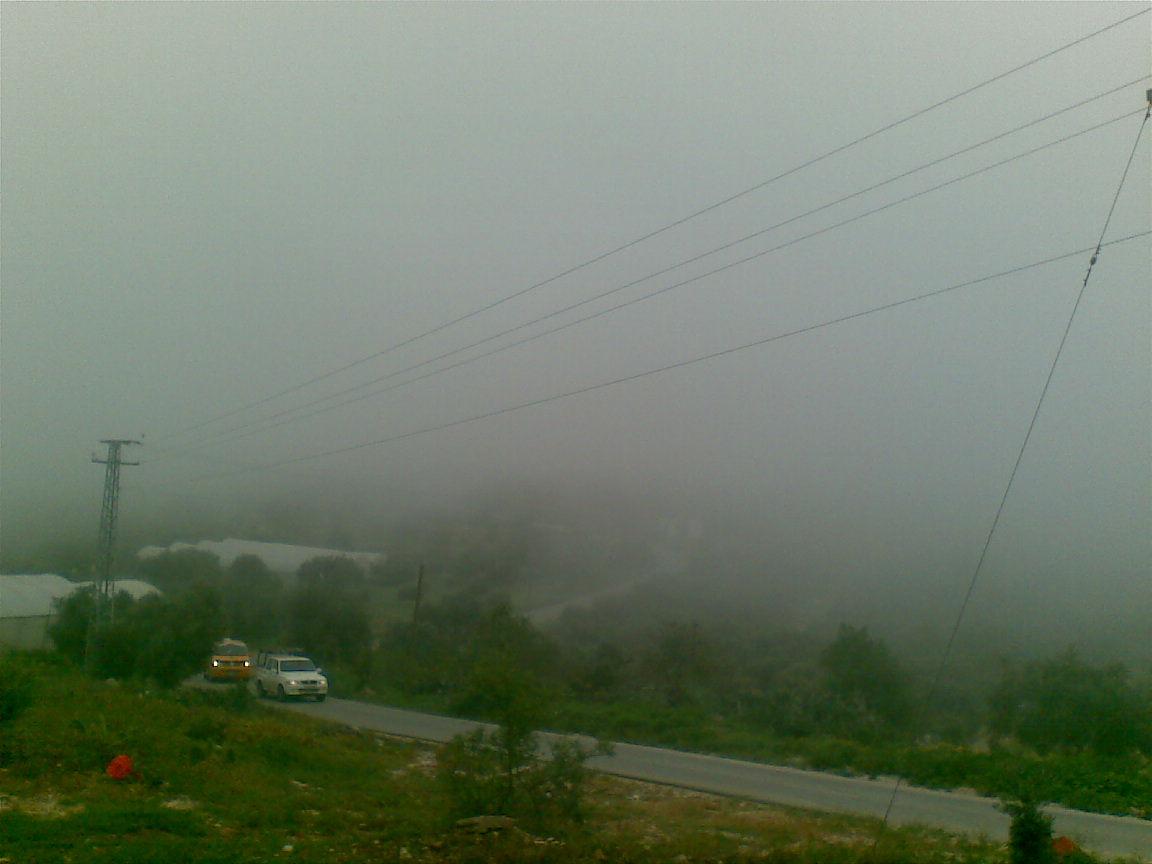
المدخل الشرقي

يعمل سكان شوفة في الزراعة فهي مصدر دخل مهم حيث يزرعون الدفيئات الزراعية والأراضي الأخرى كما يعمل جزء منهم في تربية الحيوانات كالأغنام والدواجن، ويعمل جزء منهم في سلك الوظائف الحكومية، كما هناك عدد من سكان القرية يعملون كعمال.

## الأماكن الأثرية
يوجد العديد من المناطق القديمة في القرية أبرزها قلعة البرقاوي التي ما زالت تجثم وسط القرية متحدية للحروب والزمن من أيام العثمانيين، وأَعيد ترميمها في العام 2004 من قبل وزارة السياحة. هناك أيضا البد الذي يقع تحت المسجد القديم والبلده القديمة. كما توجد خربة سمارة إلى الشمال الشرقي من القرية، وتعود للحضارة الرومانية والبيزنطية.

## قلعة البرقاوي
تقع هذه القلعة في وسط القرية والقلعة مكونة من طابقين، وعدد غرفها يزيد عن (25) غرفة، والمبنى مسقوف بواسطة القباب، وفي المبنى معصرة زيتون (حجر يد) يسمى البد. كما يوجد مسجد ذو زخرفة متنوعة الأشكال في الجانب الغربي من القلعة، وتوجد بقايا السور الذي كان يحط بالقلعة. ويبدو أن المبنى قديم جداً في بنائه، لكن الوثائق تفيد بأنه كان موجوداً في القرن الثاني عشر الهجري/السابع عشر الميلادي، ولكن تاريخ المبنى أقدم من ذلك، حيث كان يقيم فيه شيخ من شيوخ المنطقة يدعى عيسى البرقاوي، ويتكرر هذا الاسم في أحداث القرن التاسع عشر في أثناء مقاومة القلعة لإبراهيم باشا المصري في عام 1831م، حيث كان عيسى البرقاوي من ابرز زعماء ثورة جبل نابلس، الذين ثاروا على الحكم المصري، وقد قصفت مدافع جيش إبراهيم باشا القلعة فتهدمت وخربت. كما أن موقع القلعة قائم على بقايا أثرية تعود للعصر البيزنطي. قامت وزارة الاثار الفلسطينية وبالتعاون مع ممولين اجانب باعادة ترميم القلعة واعادة بناء الاجزاء المتهدمة منها لتصبح الآن محجا للسياح القادمين إلى القرية.

## الأماكن الدينية والمساجد
يوجد في القرية مسجد قديم يقع بجانب قلعة البرقاوي وهو بناء أثري قديم كما تم تشيد مسجد آخر جديد في القرية وهو مسجد المرابطين.